# Baie Undu
La baie Undu (en estonien : Undu laht) ou baie du serpent (en estonien : Käärme laht) est un lac à Saaremaa en Estonie,.

## Géographie
La superficie du lac est de 227 hectares et il mesure 2,6 kilomètres de long et un kilomètre de large. 
Il y a plus de 20 îles, dont deux îles morainiques d'une superficie de 3 hectares. 
La plus grande île est Rooglaid, longue de 450 mètres, et à l'extrémité nord du lac se trouve une île sans nom de 260 mètres de long. La plupart des îles sont des îles de boue, herbeuses et clairement visibles lorsque les eaux sont basses. Le rivage du lac mesure 16,7 kilomètres de long.
Le lac est séparé de la mer par un remblai routier long de 150 mètres qui ferme l'embouchure de la baie. 
Un fossé et un canal ont été creusés dans le bassin du lac, par lesquels l'eau douce et l'eau de mer peuvent entrer et sortir du lac.